# 蕭晃
蕭 晃（しょう こう、460年 - 490年）は、南朝斉の皇族。長沙威王。字は宣明。小字は白象。高帝蕭道成の四男。

## 経歴
蕭道成と謝貴嬪のあいだの子として生まれた。はじめ南朝宋の邵陵王劉友の王友に任じられたが、受けなかった。昇明2年（478年）、兄の蕭映に代わって寧朔将軍・淮南宣城二郡太守となった。蕭道成が沈攸之を討つと、蕭晃は騎乗し弓矢を取って従軍し、「煥煥たるは蕭四繖」と称された。この年のうちに持節・監豫司二州郢州之西陽諸軍事・西中郎将・豫州刺史に任じられた。昇明3年（479年）、蕭道成が斉王となると、蕭晃は開国郡公に封じられた。同年（建元元年）、蕭道成が皇帝に即位すると、蕭晃は長沙王に封じられた。政事に関わろうとして、典籤の処罰を受けたため、蕭晃は典籤を捕らえて殺害した。蕭道成は激怒して手ずから蕭晃に杖罰を加えた。まもなく蕭晃は使持節・都督南徐兗二州諸軍事・後将軍・南徐州刺史に任じられた。長兄の蕭賾が皇太子となると、武進陵に参拝し、曲阿県の後湖に軍を展開して、蕭晃には騎兵を率いさせた。蕭道成がこのことを聞くと、やはり不快がった。建元4年（482年）、蕭晃は入朝して侍中・護軍将軍となった。蕭道成が病床につくと、蕭晃は侍中の任を解かれて、中軍将軍の号を加えられた。蕭道成の死にあたっては、蕭晃は皇太子蕭賾のそばについて、蕭賾を宮中から出させなかった。永明元年（483年）、使持節・都督南徐兗二州諸軍事・鎮軍将軍・南徐州刺史に任じられた。入朝して散騎常侍・中書監となった。諸王は建康において側近の衛兵を40人に制限されていたが、蕭晃は武備を好み、南徐州刺史を退任して帰るときに、数百人の衛兵を連れて建康に帰還した。このことが発覚すると、武帝（蕭賾）の怒りを買って、法により処断されるところであった。次兄の豫章王蕭嶷が骨肉で血を流すことのないよう武帝をなだめたため、蕭晃は許された。
まもなく鎮軍将軍の号を加えられ、丹陽尹に転じた。さらに侍中・護軍将軍となった。まもなく車騎将軍に進んだ。永明8年（490年）、死去した。享年は31。開府儀同三司の位を追贈された。諡は威といった。

## 伝記資料
- 『南斉書』巻35 列伝第16
- 『南史』巻43 列伝第33